# Isla Sebascodegan
La isla Sebascodegan (en inglés: Sebascodegan Island) o isla Grande (Great Island) es una isla en el extremo oriental de la bahía de Casco (Casco Bay) en el golfo de Maine. Es parte de la ciudad de Harpswell, con la parte continental de Harpswell a su oeste y las islas de Orr y Bailey hacia el sur. La ciudad de Brunswick ocupa la parte continental hacia el norte, y las ciudades de West Bath y Phippsburg  ocupan la parte continental hacia el este, cruzando el río New Meadows.